# Podgorje (Orebić)
Podgorje je vesnice patřící do opčiny Orebić v Chorvatsku, v Dubrovnicko-neretvanské župě. V roce 2001 zde žilo 156 obyvatel. Hlavní ekonomickou aktivitou obyvatel je turismus a zemědělství.

## Poloha
Vesnice je situována asi 2 km severozápadně od Orebiče, na úpatí 961 m vysokého vrcholu Sveti Ilija, nad silnicí do osady Viganj.

## Pamětihodnosti
Orebičskou atrakcí je františkánský klášter Panny Marie Andělské, s krásným výhledem ze 150 metrů nadmořské výšky, ve které se nachází lodžie kláštera, na pelješacký kanál, Korčulu, Mljet a Lastovo. Podle tradice orebičtí kapitáni a námořníci při odjezdu a návratu z cest zdravili sirénami Pannu Marii Andělskou na znamení vděčnosti a žádosti o ochranu. Františkáni jim pak odpovídali zvoněním z kostelní zvonice.

## Galerie

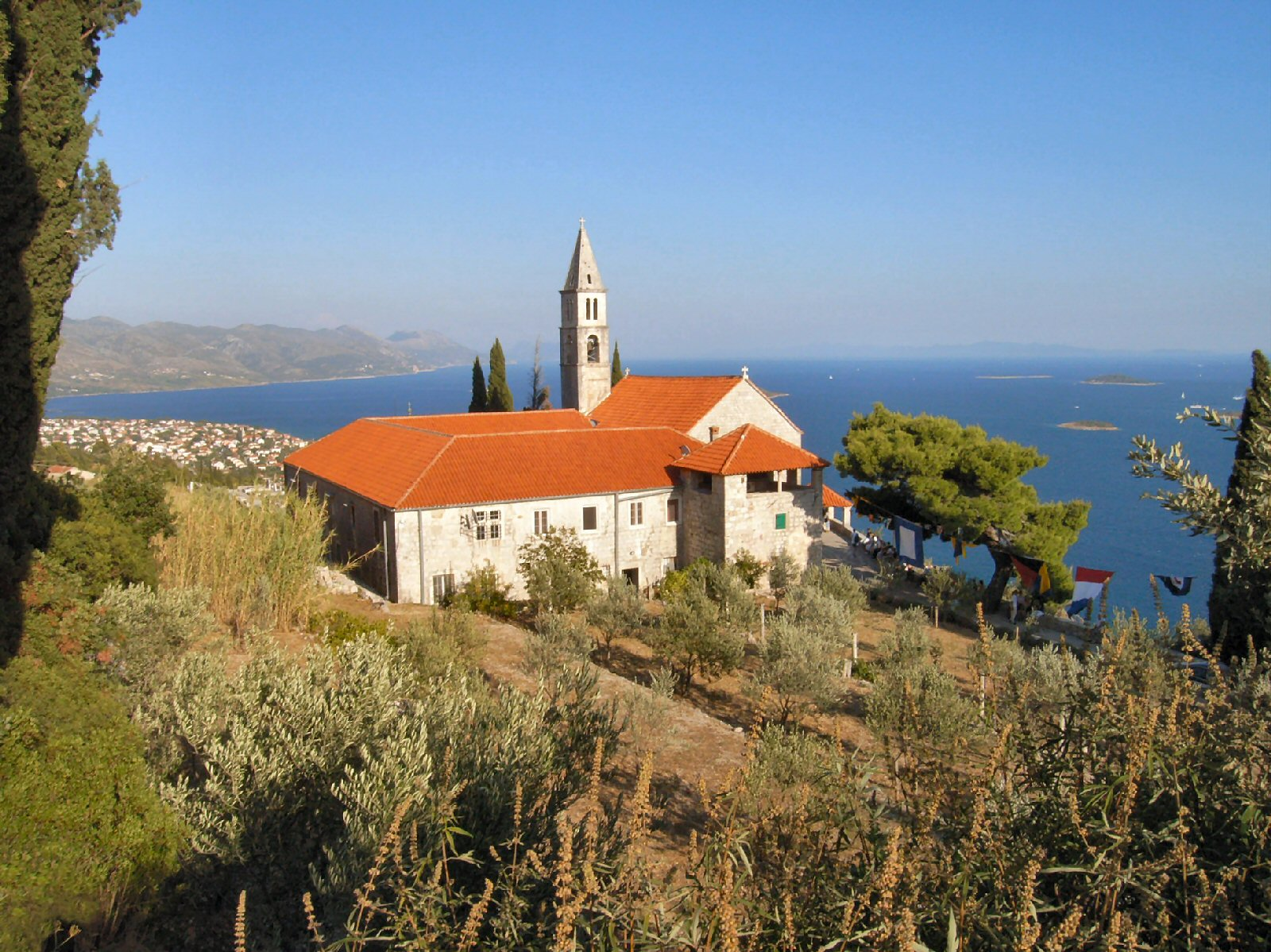
Františkánský klášter
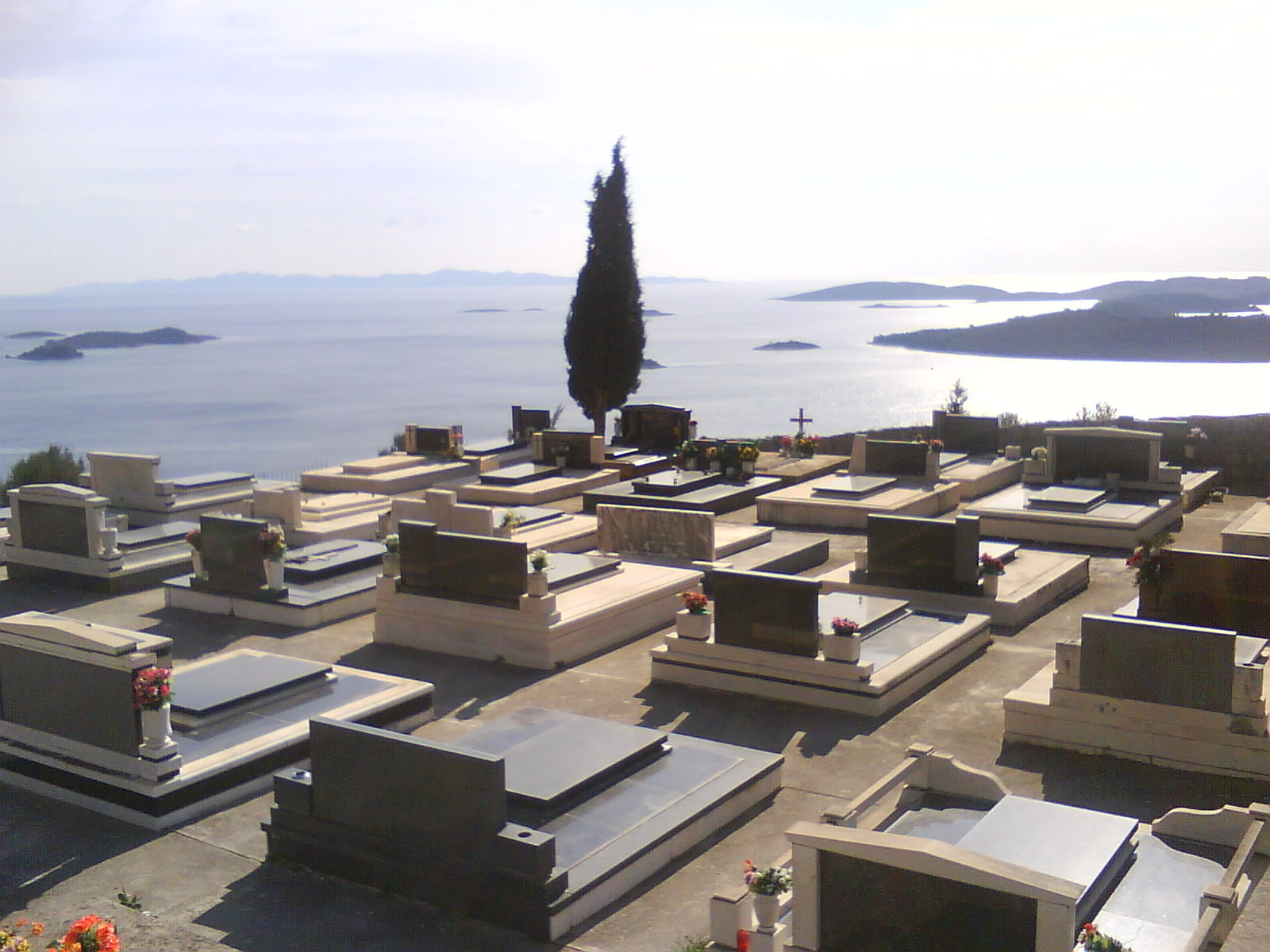
Hřbitov
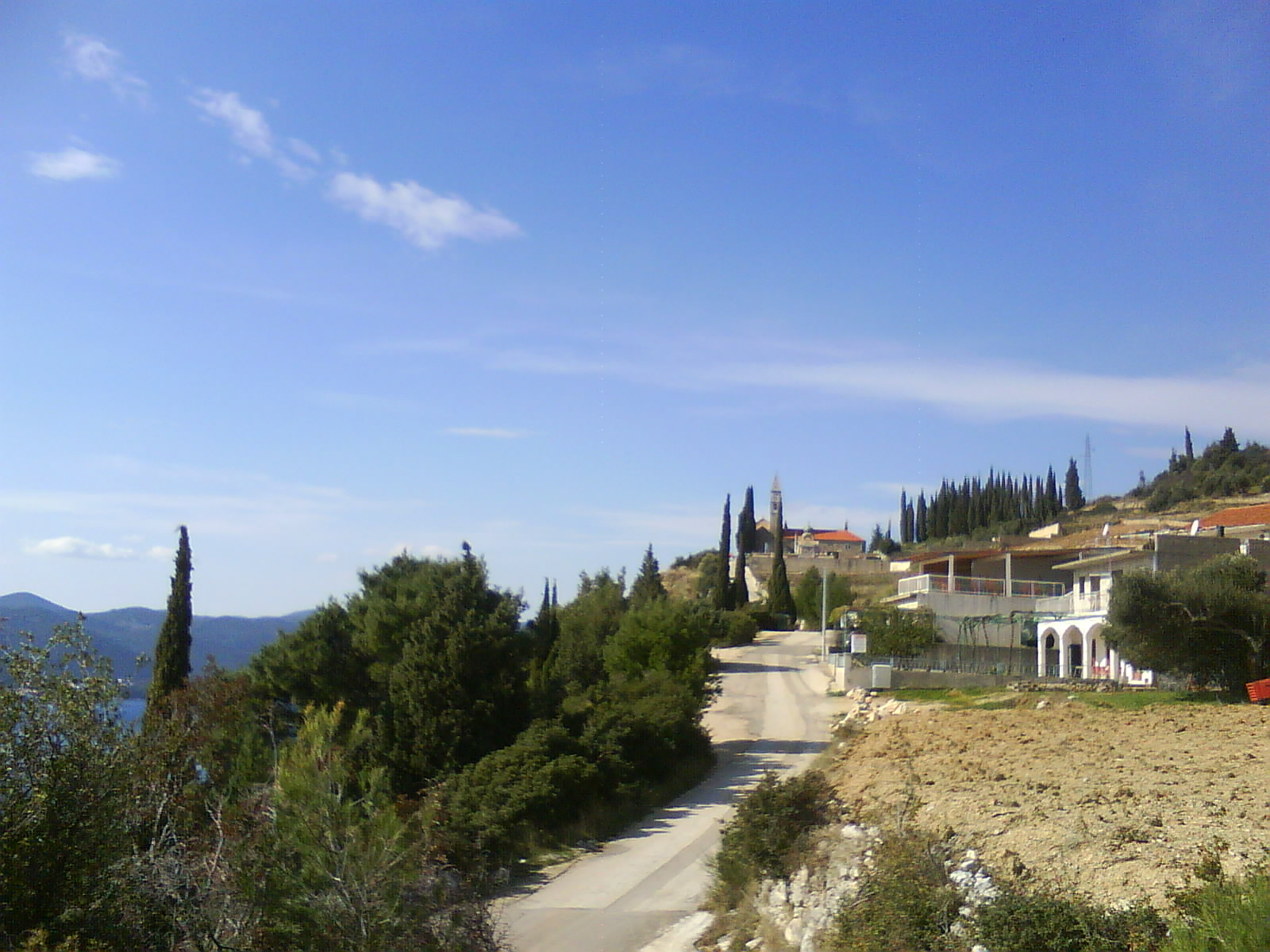
Cesta ke klášteru
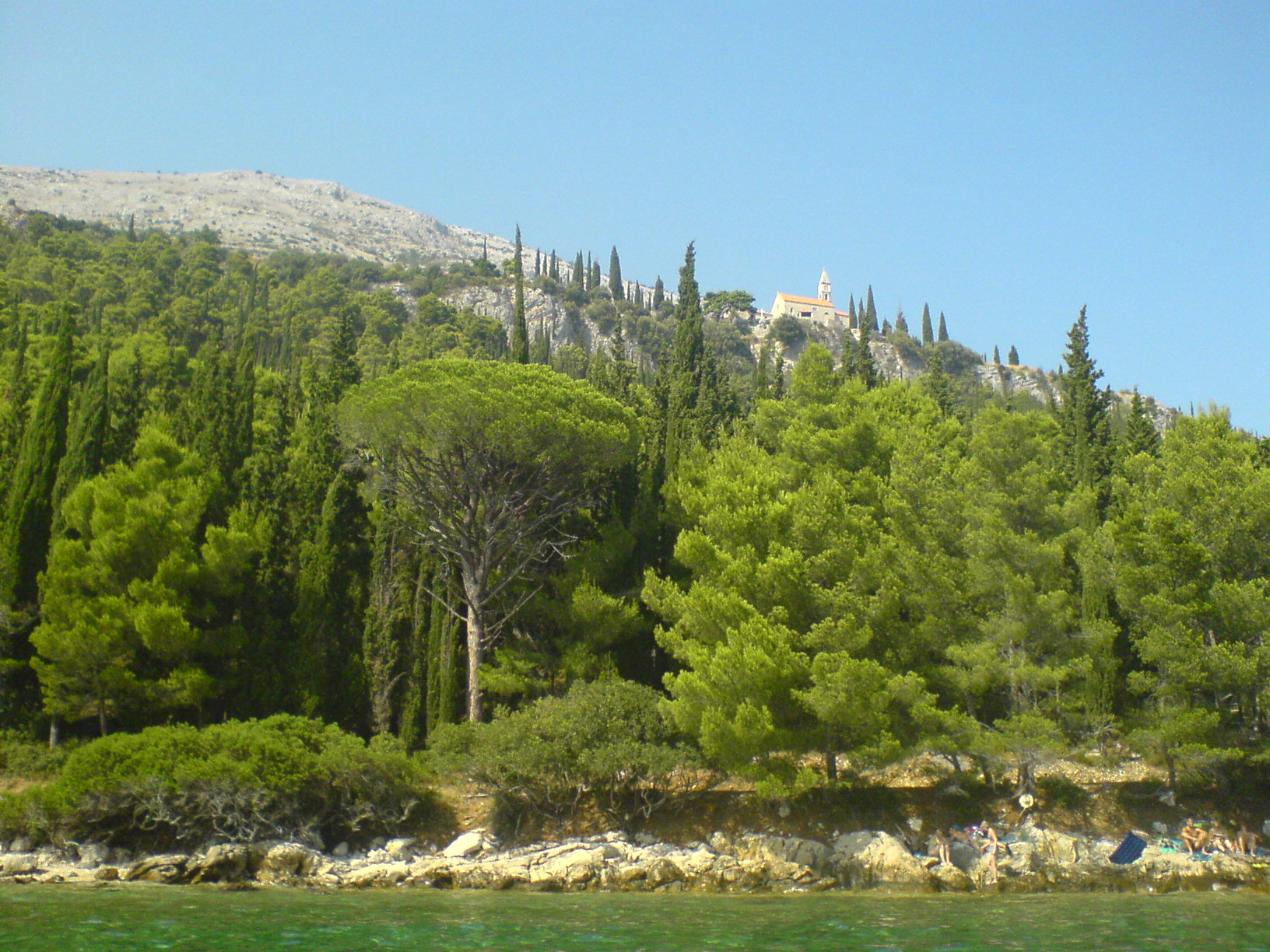
Klášter z moře
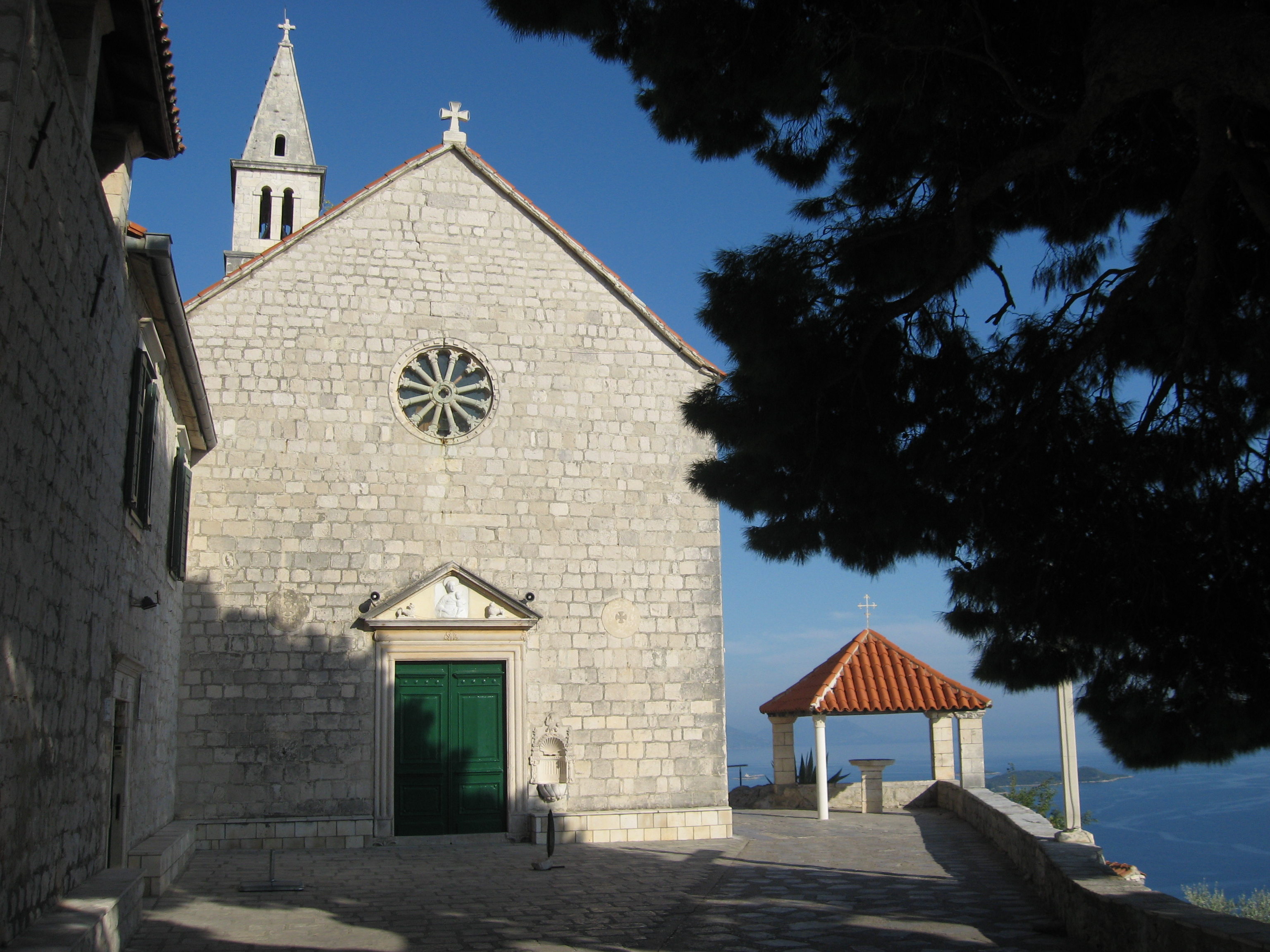
Klášter